# Daniel Kaluuya
Daniel Kaluuya (Londra, 24 febbraio 1989) è un attore e sceneggiatore britannico.
Dopo aver preso parte a numerose serie televisive come Skins (2007-09), Psychoville (2009-11), The Fades (2011) e Black Mirror (2011), Kaluuya ha recitato sul grande schermo nei film Johnny English - La rinascita (2011), Kick-Ass 2 (2013) e Sicario (2015). Ha ottenuto il plauso internazionale per la sua performance di Chris Washington nel film Scappa - Get Out (2017), per il quale è stato premiato con il BAFTA alla miglior stella emergente dalla British Academy of Film and Television Arts e candidato all'Oscar nella sezione miglior attore. Ha inoltre interpretato W'Kabi nel blockbuster Black Panther (2018).
Nel 2021 si è aggiudicato il Golden Globe, il Premio BAFTA, lo Screen Actors Guild Award, il Critics' Choice Award, e il Premio Oscar al miglior attore non protagonista per la sua interpretazione di Fred Hampton nella pellicola Judas and the Black Messiah.

## Carriera
Di origini ugandesi, Kaluuya ha frequentato il St Aloysius College, nel sobborgo londinese di Highgate. Il suo primo ruolo è stato quello di Reece nel film per la televisione Shoot the Messenger, trasmesso nel 2006 da BBC Two.
Tra il 2007 e il 2009 Kaluuya ha fatto parte del cast delle prime due stagioni della serie televisiva Skins, nel ruolo di Posh Kenneth, e ha lavorato alla sceneggiatura di due episodi della serie. È apparso come guest star in diverse serie televisive di successo: Testimoni silenziosi (2008), lo speciale Il pianeta dei morti di Doctor Who e Lewis (2009). Inoltre è apparso nelle serie televisive a sketch That Mitchell and Webb Look e Harry and Paul e ha prestato la sua voce a un personaggio nella sitcom radiofonica Sneakiepeeks di BBC Radio 4.
Nel 2009 ha interpretato il personaggio ricorrente di Ades in quattro episodi della serie FM di ITV2 e ha preso parte al cast principale della serie Psychoville della BBC, nel ruolo di Michael Fry.
Nel 2010 Kaluuya ha interpretato il protagonista nella rappresentazione teatrale di Sucker Punch di Roy Williams, al Royal Court Theatre di Londra. La sua interpretazione è stata lodata dalla critica e gli ha valso un Evening Standard Theatre Award e un Critics' Circle Theatre Award. Nello stesso anno è stato uno dei protagonisti del film I segreti della mente di Enda Walsh.
Nel 2011 è stato il protagonista del cortometraggio Baby di Daniel Mulloy, che ha vinto il premio al miglior cortometraggio all'Edinburgh International Film Festival e ai British Independent Film Awards, ed è apparso nel film Johnny English - La rinascita, nel ruolo dell'agente Tucker. Nello stesso anno è stato co-protagonista nella serie televisiva The Fades della BBC e ha interpretato il protagonista Bing nel secondo episodio della serie Black Mirror di Channel 4.
In seguito ha recitato in altri film cinematografici, tra cui Welcome to the Punch - Nemici di sangue (2013), Kick-Ass 2 (2013) e Sicario (2015), e nella serie televisiva Babylon, trasmessa da Channel 4 nel 2014.
Nel marzo 2022, Kaluuya ha rivelato che stava scrivendo un thriller distopico per Netflix, intitolato The Kitchen, con Kibwe Tavares alla regia. Il thriller è interpretato da Kane Robinson e Jedaiah Bannerman, cosceneggiato da Joe Murtagh e prodotto da Michael Fassbender.

## Filmografia

### Attore

#### Cinema
- Cass, regia di Jon S. Baird (2008)
- I segreti della mente (Chatroom), regia di Hideo Nakata (2010)
- Baby, regia di Daniel Mulloy (2010) - cortometraggio
- Johnny English - La rinascita (Johnny English Reborn), regia di Oliver Parker (2011)
- Welcome to the Punch - Nemici di sangue (Welcome to the Punch), regia di Eran Creevy (2013)
- Kick-Ass 2, regia di Jeff Wadlow (2013)
- Sicario, regia di Denis Villeneuve (2015)
- Scappa - Get Out (Get Out), regia di Jordan Peele (2017)
- Black Panther, regia di Ryan Coogler (2018)
- Widows - Eredità criminale (Widows), regia di Steve McQueen (2018)
- Queen & Slim, regia di Melina Matsoukas (2019)
- Judas and the Black Messiah, regia di Shaka King (2021)
- Nope, regia di Jordan Peele (2022)

#### Televisione
- Shoot the Messenger, regia di Ngozi Onwurah - film TV (2006)
- The Whistleblowers - serie TV, 1 episodio (2007)
- Comedy: Shuffle - serie TV, 1 episodio (2007)
- Skins - serie TV, 11 episodi (2007-2009)
- Delta Forever - serie TV, 1 episodio (2008)
- Testimoni silenziosi (Silent Witness) - serie TV, 2 episodi (2008)
- That Mitchell and Webb Look - serie TV, 2 episodi (2008-2009)
- Not Safe for Work, regia di Misha Manson-Smith - film TV (2009)
- Lewis - serie TV, 1 episodio (2009)
- FM - serie TV, 4 episodi (2009)
- Doctor Who - serie TV, 1 episodio (2009)
- The Philanthropist - serie TV, 1 episodio (2009)
- Una storia in 10 minuti (10 Minute Tales) - serie TV, 1 episodio (2009)
- Psychoville - serie TV, 12 episodi (2009-2011)
- Bellamy's People - serie TV, 4 episodi (2010)
- Comedy Lab - serie TV, 1 episodio (2010)
- Harry & Paul - serie TV, 5 episodi (2010-2012)
- Coming Up - serie TV, 1 episodio (2011)
- Random, regia di Debbie Tucker Green - film TV (2011)
- The Fades - miniserie TV, 6 puntate (2011)
- Black Mirror - serie TV, 1 episodio (1×02) (2011)
- Babylon - serie TV, 7 episodi (2014)

### Regista
- The Kitchen (2023)

### Sceneggiatore
- Skins - serie TV, 2 episodi (2008-2009)
- The Kitchen, regia di Daniel Kaluuya (2023)

### Produttore
- Queen & Slim, regia di Melina Matsoukas (2019)
- The Kitchen, regia di Daniel Kaluuya (2023)

### Doppiatore
- La collina dei conigli (2018)
- Spider-Man: Across the Spider-Verse (2023)

## Teatrografia
- Oxford Street, di Levi David Addai. Royal Court Theatre di Londra (2008)[6]
- Sucker Punch, di Roy Williams. Royal Court Theatre di Londra (2010)[11]
- Trelawny of the Wells, di Arthur Wing Pinero. Donmar Warehouse di Londra (2013)
- A Season in the Congo, di Aimé Césaire. Young Vic di Londra (2013)
- Blue/Orange, di Joe Penhall. Young Vic di Londra (2016)

## Riconoscimenti
- Premio Oscar
  - 2018 – Candidatura al migliore attore per Scappa - Get Out
  - 2021 – Migliore attore non protagonista per Judas and the Black Messiah
- Golden Globe
  - 2018 – Candidatura al migliore attore in un film commedia o musicale per Scappa - Get Out
  - 2021 – Migliore attore non protagonista per Judas and the Black Messiah
- Premi BAFTA
  - 2018 – Miglior stella emergente
  - 2018 – Candidatura al migliore attore per Scappa - Get Out
  - 2021 – Migliore attore non protagonista per Judas and the Black Messiah
- Screen Actors Guild Award
  - 2018 – Candidatura al migliore attore per Scappa - Get Out
  - 2018 – Candidatura al miglior cast per Scappa - Get Out
  - 2021 – Migliore attore non protagonista per Judas and the Black Messiah
- Critics' Choice Awards
  - 2021 – Migliore attore non protagonista per Judas and the Black Messiah
  - 2021 – Candidatura al miglior cast per Judas and the Black Messiah
- MTV Movie & TV Awards
  - 2017 – Candidatura alla miglior performance per Scappa - Get Out
  - 2017 – Prossima Generazione per Scappa - Get Out
  - 2017 – Candidatura al miglior duo per Scappa - Get Out (condiviso con Lil Rel Howery)
  - 2021 – Candidatura alla miglior performance per Judas and the Black Messiah

## Doppiatori italiani
Nelle versioni in italiano nelle opere in cui ha recitato, Daniel Kaluuya è stato doppiato da:
- Paolo Vivio in Doctor Who, I segreti della mente, Judas and the Black Messiah, Nope
- Gabriele Sabatini in Johnny English - La rinascita
- Fabio Boccanera in Black Mirror
- Metello Mori in Welcome to the Punch - Nemici di sangue
- Marco Bassetti in Kick-Ass 2
- Andrea Mete in Sicario
- Emanuele Ruzza in Scappa - Get Out
- Francesco Cavuoto in Black Panther
- Massimo Bitossi in Widows - Eredità criminale
- Simone Crisari in Queen & Slim

Da doppiatore è sostituito da:
- Francesco Cavuoto in La collina dei conigli
- Stefano Dori in Spider-Man: Across the Spider-Verse